# Ґарзеллакопф
Ґарзеллакопф (нім. Garsellakopf) — гора в Ліхтенштейні, висотою — 2 105 м. Ця гора належить до гірського масиву Ретікон в Східних Альпах, поблизу австійсько-ліхтенштейнського пограниччя.
Гора розташована в східній частині Ліхтенштейну. На схід від столиці країни — Вадуца, в її підніжжі розкинулося комуна-община Шан.